# 贝尔伯夫
贝尔伯夫（法語：Belbeuf，法語發音：[bɛlbœf]）是法国滨海塞纳省的一个市镇，属于鲁昂区。

## 地理
贝尔伯夫（49°23'20"N, 1°8'34"E）面积6.51 平方千米，位于法国诺曼底大区滨海塞纳省，该省份为法国北部沿海省份，其西部及北部濒大西洋英吉利海峡，东起顺时针与索姆省、瓦兹省、厄尔省和卡爾瓦多斯省接壤。
与贝尔伯夫接壤的市镇（或旧市镇、城区）包括：昂夫勒维尔拉米瓦、古伊、勒梅尼勒埃纳尔、弗朗克维尔-圣皮埃尔、圣欧班-塞洛维尔、圣艾蒂安迪鲁夫赖。

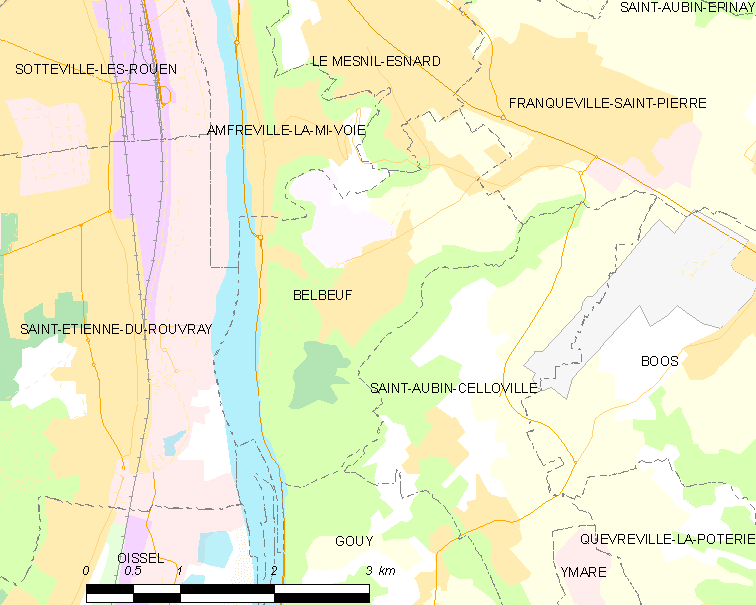
贝尔伯夫的OSM定位图

贝尔伯夫的时区为UTC+01:00、UTC+02:00（夏令时）。

## 行政
贝尔伯夫的邮政编码为76240，INSEE市镇编码为76069。

## 政治
贝尔伯夫所属的省级选区为达尔内塔勒县。

## 人口

1962-2008年间贝尔伯夫人口变化图示

贝尔伯夫于2022年1月1日时的人口数量为2257人。